# Xanthorhoe frigida
Xanthorhoe frigida là một loài bướm đêm trong họ Geometridae.